# 修飾塩基
RNAが持つ塩基は通常、アデニン、ウラシル、グアニン、シトシンの4種であるが、一部のRNA（tRNA、rRNA、snRNAなど）は転写後修飾を受け、通常とは異なる構造の塩基、ヌクレオチドを含むことが多い。修飾を受けたヌクレオチドを修飾塩基（しゅうしょくえんき、modified base）という。微量塩基（びりょうえんき、minor base、rare base）とも呼ばれる。

## RNA修飾の種類
1. メチル化…1個あるいはそれ以上のメチル基がヌクレオシドや糖の部分に結合する。例として7-メチルグアノシン、リボチミジンなど。
2. 塩基の再構成…プリン、ピリミジン環中の原子交換。例としてシュードウリジンなど。
3. 二重結合の飽和…塩基の二重結合が単結合になる。例としてジヒドロウリジンなど。
4. 脱アミノ化…アミノ基が除去される。例としてイノシンなど。
5. 硫黄やセレンへの置換…ウリジン、シチジンなどの酸素原子が硫黄に置換される。例として4-チオウリジンなど。
6. 更に複雑な基の追加…例としてキューオシンなど。

## 修飾のメカニズム
あらゆる生物にわたって、計100種類以上の修飾塩基が見つかっている。それらの生合成に関わる酵素をRNA修飾酵素と呼ぶ。

## RNA修飾の役割
tRNAのアンチコドンがイノシンである場合、mRNAのシトシン、アデニン、ウラシルと塩基対を構成する。tRNAのアンチコドン以外の修飾塩基の役割としては、tRNAのコンフォメーションの安定化などが挙げられるが不明な点も多い。また、誤まったアミノ酸がtRNAに結合することを防いでいるとも言われているが、定かではない。

## 関連用語
- rRNA
- ゆらぎ説
- 翻訳